# Thượng Tân Lộc
Thượng Tân Lộc là một xã thuộc huyện Nam Đàn, tỉnh Nghệ An, Việt Nam.

## Địa lý
Xã Thượng Tân Lộc nằm ở phía tây huyện Nam Đàn, có vị trí địa lý:
- Phía đông giáp các xã Hồng Long, Hùng Tiến và Xuân Hòa
- Phía tây giáp huyện Thanh Chương
- Phía nam giáp xã Khánh Sơn
- Phía bắc giáp thị trấn Nam Đàn với ranh giới là sông Lam.

Xã Thượng Tân Lộc có diện tích 31,20 km², dân số năm 2018 là 11.300 người, mật độ dân số đạt 362 người/km².

## Lịch sử
Địa bàn xã Thượng Tân Lộc hiện nay trước đây vốn là hai xã: Nam Tân, Nam Lộc và một phần xã Nam Thượng.
Trước khi sáp nhập, xã Nam Tân có diện tích 11,80 km², dân số là 3.900 người, mật độ dân số đạt 331 người/km². Xã Nam Lộc có diện tích 15,30 km², dân số là 6.200 người, mật độ dân số đạt 405 người/km². Xã Nam Thượng có diện tích 7,30 km², dân số là 1.900 người, mật độ dân số đạt 260 người/km².
Ngày 17 tháng 12 năm 2019, Ủy ban Thường vụ Quốc hội ban hành Nghị quyết 831/NQ-UBTVQH14 về việc sắp xếp các đơn vị hành chính cấp xã thuộc tỉnh Nghệ An (nghị quyết có hiệu lực từ ngày 1 tháng 1 năm 2020). Theo đó, sáp nhập toàn bộ diện tích và dân số của hai xã: Nam Tân, Nam Lộc; toàn bộ 4,10 km² diện tích tự nhiên và 1.200 người thuộc 3 xóm: 1, 2, 3 của xã Nam Thượng thành xã Thượng Tân Lộc.